# 东北抗战
东北抗战是中国人民在中国东北地区反抗日本帝国侵略的战争，是中国抗日战争的一个重要组成部分。从1931年9月18日到1945年10月30日14年间，共歼灭日军20余万人，牵制日本关东军24个师团，对于抗战的最终胜利起到了重要作用。

## 背景

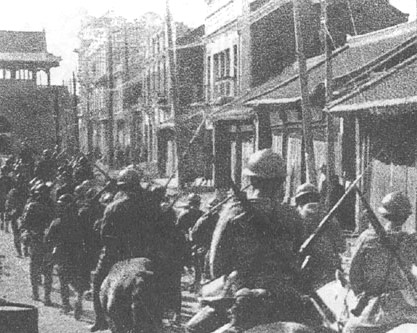
日军在九一八事变后进入沈阳

1931年6月19日，日本參謀本部制定《滿蒙問題解決方策大綱》，決定在一年內侵佔中國東北，旋命令關東軍執行:296。关东军、陆军省和参谋本部在东京策划入侵中國东北的军事行动:247。6月25日，為進犯中國東北尋找借口，日本制造「中村上尉事件」:296。1931年7月1日，日本警察在萬寶山地區屠殺中國農民，制造“万宝山事件”，並煽動朝鮮排華:296。7月6日，張學良密電東北政務委員會：“此時如與日本開戰，我方必敗。敗則日方將對我要求割地償款，東北將萬劫不復，亟宜避免衝突，以公理為周旋”:24。1931年8月16日，蔣介石以“銑電”密電張學良：「無論日本軍隊此後如何在東北尋釁，我方應不予抵抗，力避衝突，吾兄萬勿逞一時之憤，置國家民族於不顧，希轉飭遵照執行。」:296不過這類說法遭到張否認，至今也查無相關跡證:195-220。1931年9月6日，张学良從北平發「魚」電給東北邊防長官公署軍事廳長榮臻，與東三省政務委員會代主席臧式毅:488：“查現在日方對外交漸趨吃緊，應付一切，亟宜力求穩健，对于日人无论其如何寻事，我方务当万方容忍，不可与之反抗，免滋事端。希迅即密電各屬切實注意為要。」:125
1931年9月18日，日本關東軍制造「柳条湖事变」，攻打瀋陽北大營中國駐軍，「九一八」事變爆發:296。当夜11時15分，日本關東軍自動將南满铁路柳条溝段鐵橋炸毀，誣指为东北军所为，開始攻进瀋陽北大营:97。時張學良方滯留北平，严令駐軍王以哲旅不作抵抗，日本軍遂於9月19日晨6時佔領瀋陽:97。

## 日方组织

### 关东军

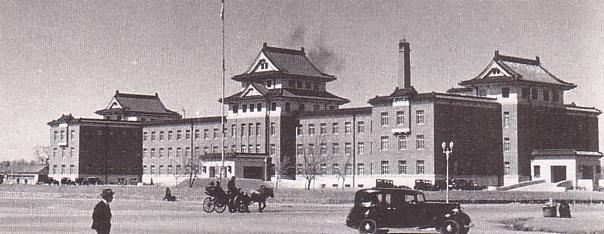
位于满洲国首都新京的关东军司令部

关东军是1919年至1945年间，日本驻扎在中国东北地区的部队。九一八事变前，根据《辛丑条约》驻扎东北的日本关东军有一万余人，其中司令部及重炮兵大队驻守旅顺，下辖第二师团5000人驻辽阳，其余的独立守备队则分驻南满铁路各车站。此后兵力为1937年20万，1940年40万，1941年为76万。1945年5月，纳粹德国投降后，日本为防守苏联可能进行的进攻，再次扩充关东军兵力。将在满洲的25万退伍的日本军人重新征召，编成8个师团、7个混成旅团、1个坦克兵团和5个炮兵联队，兵力达到24个师团，约70万人。

### 满洲国军
滿洲國軍成立於1932年，在1945年解散。成立時將「維持國內治安」、「國境周邊與河川警備」設為主要任務，主要是關東軍的後方支援部隊，多於戰鬥部隊。但在關東軍素質弱化後，日本面臨與蘇聯作戰時，滿洲國開始進行武裝总兵力达20万人。日本投降后，满洲国军被苏军缴械后正式解散。

## 中方组织
参与东北抗战的中方武装力量有东北军、东北义勇军、东北人民革命军、东北抗日联军等。九一八事变爆发時，東北軍共有陸軍獨立步兵18個旅，獨立騎兵5旅，砲兵4團1營，工輜各一營，總兵力約18万人，槍枝96,897枝。空軍4個大隊，飛機262架。海軍船艦約3萬噸:575-621。

### 抗日义勇军
1931年九一八事变以后，东北人民以东北军和警察部队的部分官兵、土匪为基础自发组织了义勇军、救国军、自卫队等数百支队伍、50余万人的抗日武装力量。义勇军曾经11次攻打沈阳，6次攻打长春，占领过16个北满县城，给日军以重创。但在日军强大兵力的进攻下，缺乏统一领导而又成分复杂的义勇军，于1933年即大部陷于瓦解，一部退入关内，少数加入共产党领导的抗日武装成为东北“抗联”的前身，继续坚持斗争；一部分则经苏联进入新疆。
| 领导人 | 队伍名称           | 说明 |
| ------ | ------------------ | --- |
| 马占山 | 黑龙江省抗日救国军 | 1932年4月1日正式组建，于1933年逃往苏联。 |
| 冯占海 | 吉林抗日救国军     | 1932年6月成立，7月攻进舒兰城。由于久攻吉林省城不克，部队伤亡惨重，后转移至辽西热河。                                                                                        |
| 李杜   | 吉林自卫军         | 1932年1月31日在哈尔滨宣布成立，1933年1月9日退入苏联。 |
| 王德林 | 中国国民救国军     | 1932年2月8日成立，1933年1月退入苏联。 |
| 苏炳文 | 东北民众救国军     | 1932年底退入苏联。 |
| 黄显声 | 辽宁抗日义勇军     | 以辽宁省的警察队伍为骨干，组织义勇军，撤入关内，改编为骑兵第二师。 |
| 唐聚五 | 辽宁民众自卫军     | 1932年4月21日正式成立，下分十八路军，约计10余万人。至8月份扩大到37路，近20万人，与日伪军战斗100多次，收复东边道14个县。1932年10月，撤往热河。                               |
| 高鹏振 | 东北国民救国军     | 1931年10月8日成立。 |
| 邓铁梅 | 东北民众自卫军     | 1931年10月成立东北民众义勇军，后改称东北民众自卫军。至1931年12月份，作战人员已发展到1500余人，建制上分3个大队和一个大刀队。1934年5月30日晚，邓铁梅被捕，同年9月28日被杀害。 |
| 李纯华 | 东北义勇军第二军团 | 早年在辽南组织抗日义勇军，1932年改编为东北义勇军第二军团，即辽南义勇军，之后在岫岩关门山等地和日军交战，1933年后被迫向辽西转战，之后被中央军缩编为一个骑兵旅。              |
| 谢文东 | 抗日民众救国军     | 1936年加入东北抗日联军。1939年3月19日，弹尽粮绝后投降。 |

### 抗日联军
东北抗日联军的前身是东北抗日义勇军余部、东北反日游击队和东北人民革命军。九一八事变后，中共满洲省委发表《为日本帝国主义武装占领满洲宣言》，号召东北人民武装反抗。1932年始，中共满洲省委陆续派省委军委书记杨林、杨靖宇到南满，中共大连市委书记童长荣到东满，省委军委书记赵尚志到巴彦、珠河，省委秘书长冯仲云到汤原进行创建抗日武装的工作，先后创立了十几支反日游击队。
| 番号                 | 领导                     | 人数      | 说明                                          |
| -------------------- | ------------------------ | --------- | --------------------------------------------- |
| 东北人民革命军第一军 | 杨靖宇任军长兼政委       | 约800余人 | 原磐石南满游击队→原东北人民革命军第一军独立师 |
| 东北人民革命军第二军 | 军长王德泰               | 约1200人  | 原东满各县游击队                              |
| 东北人民革命军第三军 | 赵尚志任军长兼第一师师长 | 约700人   | 原东北反日游击队哈东支队                      |
| 东北抗日同盟军第四军 | 李延禄任军长兼第一师师长 | 230人     | 原密山人民反日革命军和密山游击队              |
| 东北反日联合军第五军 | 军长周保中               | 约900人   | 原遂宁反日同盟军                              |
| 东北人民革命军第六军 | 军长夏云杰               | 近1000人  | 原汤原反日游击纵队                            |

1936年2月20日《东北抗日联军统一军队建制宣言》发表，宣布将人民革命军、反日联合军、反日游击队等抗日武装统一为抗日联军，辖第一、二、三、四、五、六军。1936年初至1937年秋，东北抗日联军陆续编成了11个军，人数最多时有3万多人，开辟了东南满、吉东和北满三大游击区。由于日军不断加强对抗联围剿，到1940年，抗联活动范围和人员大量减少，之後东北抗联進入遠東地區，並將部队改編為紅軍特別獨立第八十八旅。1945年8月，东北抗联配合苏军反攻。
| 番号     | 成立时间    | 编成                                             | 领导                                                              |
| -------- | ----------- | ------------------------------------------------ | ----------------------------------------------------------------- |
| 第一路军 | 1936年7月末 | 由原东北抗日联军第一、二军编成                   | 杨靖宇任总司令兼政委，王德泰任副总司令，魏拯民任政治部主任。      |
| 第二路军 | 1937年10月  | 由东北抗日联军第四、第五、第七、第八、第十军编成 | 周保中任总指挥，赵尚志（1940年2月任）任副总指挥，崔石泉任参谋长。 |
| 第三路军 | 1939年5月   | 由原东北抗日联军第三、第六、第九、第十一军编成   | 李兆麟任总指挥，冯仲云（1940年4月）任政治委员，许亨植任总参谋长。 |

## 战役
1931年9月18日晚11时15分，日本关东军借柳条湖事件开始进攻沈阳北大营和沈阳城。驻沈阳奉军第七旅第六二〇团被迫自卫抵抗，突围后撤退到东山咀子集结待命。关东军一万余人于8小时内，占领沈阳城、军营、兵工厂、飞机场，劫获中国兵工厂存储步枪8万支，机枪4000挺，飞机200余架。日军向北继续推进，长春地区东北军自发反击。9月20日，关东军占领长春，9月21日占领吉林省城，吉林省政府主席熙洽投降。日军继续扩大占领区，至9月23日完全占领辽宁、吉林两省，随即着手谋取黑龙江省。
1931年10月10日，原黑河警备司令兼步兵第三旅旅长马占山被张学良任命为代理黑龙江省主席兼代东北边防军驻黑龙江省副司令官，谢珂为军事副指挥兼参谋长。10月20日在省会齐齐哈尔宣誓就职，并于22日发表对日抵抗宣言，“凡侵入我境者，誓决以死战”。

### 正规作战

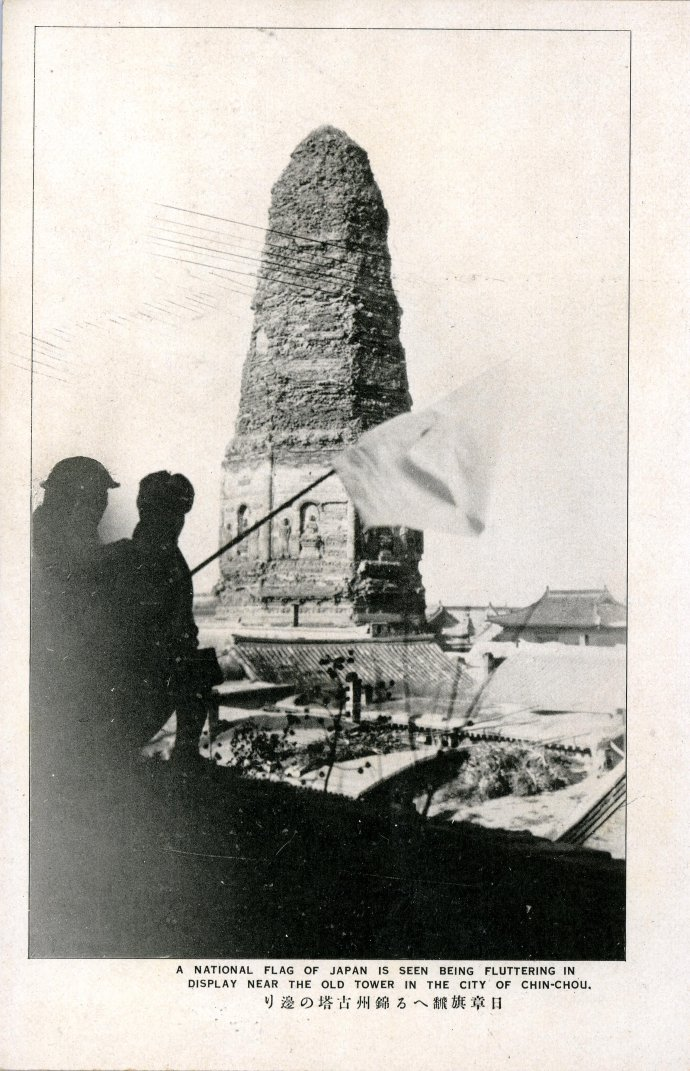
明信片《锦州方面活跃的皇军的威力》

1931年11月上旬，在中国东北齐齐哈尔南嫩江桥地区爆发的江桥抗战是九一八事变后中国军队第一次有组织的大规模地抗击日本军队的阻击战，被认为是中国抗日战争的首战。从11月4日至11月18日，东北边防军1个步兵旅、2个骑兵旅、3个步兵团、1个炮团、连同原有的警卫队团等，共约1.6万余人击毙日本关东军2000余人后，被迫撤退。11月19日，日军占领齐齐哈尔。马占山率部沿齐克路撤往克山、拜泉、海伦一带集结。
1931年12月初，关东军渡过辽河开始进攻辽西地区。1932年1月3日，日军第20师司令部率混成第38旅占领锦州，而驻锦州东北军第十二旅、第二十旅和骑兵第三旅已奉命撤退至河北滦东地区和热河。
哈尔滨保卫战从1932年1月25日开始，到2月5日结束，大体可以划分为三个阶段：第一阶段从1月25日到28日，主要是伪军于琛瀓部对哈尔滨的第一次进攻；第二阶段从1月29日到2月2日，即通常所说的双城保卫战；第三阶段从2月3日到5日，哈尔滨城市攻守战阶段。

### 游击战
1932年2月7日，马占山归顺关东军，此后就任黑龙江省省长，借机筹集了一部分军费和军事物资。4月12日，马占山通电全国，成立黑龙江抗日义勇军，宣布抗日到底。1932年6月，日军集中兵力攻击，战斗持续至7月底。马占山带领几十名人员进入深山老林，义勇军总参议韩家麟少将及全体官兵殉国。
自1936年起，东北抗联在中国共产党领导下在黑龙江、吉林、辽宁3省和内蒙东部地区进行游击战。相继进行子莲花泡、兴山镇、舒乐河、大蒲柴河、哈达河、抚松、西关街、佛山、冰趟子、依兰、汤原、五道岗、辉南等许多重要战斗和反讨伐作战。据黑龙江省抗日战争研究会统计，东北抗日联军对日作战次数约10余万次。据日伪统计机关统计：1935年39105次，1936年3617次，1938年13110次，1939年6547次，1940年3667次。日伪军伤亡人数，据抗联第二路军总指挥周保中将军推算：1931~1937年抗联歼敌103500人，1937~1945年歼敌82700人，共计186200人。
1938年，冀东大暴动后，许多由共产党领导的抗日武装活动在满洲国的南部边境，并在李运昌等人的指挥下逐渐向东北地区扩张，建立了一批游击根据地，并设立承平宁联合县等地方抗日政权，多次袭击日伪军部队和据点。到1945年夏，根据地已扩张到赤峰与锦州边界。
1945年8月，日本宣布投降。冀东及长城以北的八路军迅速向东北进军，在苏军配合下攻克了山海关、锦州、绥中等城镇，歼灭日伪军数万人，解放东北全境。后多次发动肃清作战，消灭了在东北的日伪残余势力。

## 纪念

### 歌曲
义勇军进行曲的歌词创作主要取材于一首辽宁义勇军军歌《血盟救国军军歌》，后成为中华人民共和国国歌。《大刀进行曲》里唱“前面有东北的义勇军，后面有全国的老百姓”。

### 电视剧
电视剧《东北抗日联军》是为纪念中国人民抗日战争和世界反法西斯战争胜利70周年，由黑龙江省委宣传部、集贤县委、八一电影制片厂、黑龙江电影电视剧制作中心联合策划出品的电视剧。

### 专题活动
2017年7月3日，为纪念全民族抗战爆发80周年，黑龙江、吉林、辽宁三省文化厅主办，东北烈士纪念馆承办了东北抗战遗迹联盟2017年主题日暨“东北抗战与全国抗战”专题论坛。来自长春伪满皇宫博物院、沈阳“九·一八”历史博物馆、阜新万人坑死难矿工纪念馆、靖宇县民政局、江桥抗战纪念馆、东北烈士纪念馆等单位的专家学者作了主旨发言。